# 박상규 (배우)
박상규(朴相奎, 1951년 10월 18일~)는 대한민국의 배우이자 대학 교수로 상명대학교 교수이기도 하다. 1970년 연극배우 첫 데뷔하였고 1971년 TBC 동양방송 공채 6기 성우 입문하였으며, 이후 1975년 MBC 문화방송 공채 7기 탤런트로 정식 데뷔하였고, 1995년 MBC 수목드라마 제4공화국에서 육인수 역으로 적역(適役)을 얻었다.

## 학력
- 중동고등학교
- 동국대학교 연극영화학 학사
- 동국대학교 문화예술대학원 석사

## 출연 작품

### 드라마
- 2012년 《부탁해요 캡틴》 ... 조길재 역 (특별출연)
- 2011년 《광개토태왕》 ... 진사왕 역
- 2009년 《크리스마스에 눈이 올까요?》 ... 이 회장 역
- 2009년 《꽃보다 남자》 ... 하재경의 아버지 역
- 2006년 《연개소문》... 김서현 역
- 2004년 《토지》... 이동진 역
- 2004년 《해신》 ... 흥덕왕 역
- 2001년 《여인천하》 ... 이장곤 역
- 2000년 《소설 목민심서》
- 2000년 《태조 왕건》 ... 김순식 역
- 1996년 《길 위의 여자》
- 1995년 《제4공화국》 ... 육인수 / 문학림 역
- 1994년 《한명회》 ... 이징석 역
- 1990년 《우리가 사랑하는 죄인》
- 1990년 《봉숭아 꽃물》
- 1989년 《무풍지대》
- 1989년 《지리산》 ... 경찰 역
- 1986년 《남한산성》 ... 이기남 역
- 1986년 《아버지,우리 아버지》
- 1986년 《사이공 억류기》 ... 북한공작원 역
- 1986년 《북으로 간 여배우》
- 1985년 《임진왜란》 ... 황진 역
- 1985년 《광장》
- 1984년 《동토의 왕국》
- 1983년 《빛과 사슬》

### 영화
- 《범죄도시》 (2017년) - 원 사장 역
- 《대립군》 (2017년) - 박대감 역
- 《더 킹》 (2017년) - 고위검사 3 역
- 《내부자들》 (2015년) - 김석우 의원 역
- 《동창생》 (2013년) - 대외실장 역
- 《신세계》 (2013년) - 경찰간부 역
- 《남쪽으로 튀어》 (2013년) - 도의원 역
- 《범죄와의 전쟁: 나쁜놈들 전성시대》 (2012년) - 형사 2 역
- 《도다리 - 리덕스》 (2011년) - 선착장 반장 역
- 《여덟 번의 감정》 (2010년) - 은주 아빠 역
- 《베스트셀러》 (2010년) - 형사 2 역
- 《애자》 (2009년) - 조중동 역
- 《친구, 우리들의 전설》 (2008년)
- 《사랑》 (2007년) - 학생주임 역
- 《밀양》 (2007년) - 재영 부 역
- 《마이 캡틴 김대출》 (2006년) - 단장 역
- 《홀리데이》 (2006년) - 보좌관 역
- 《연애》 (2005년) - 김 여사 남편 역
- 《내 머리 속의 지우개》 (2004년) - 김 사장 역
- 《똥개》 (2003년) - 박 형사 역
- 《나비》 (2003년) - 장교 1 역
- 《휘파람 공주》 (2002년) - 국정원장 역

### 연극
- 무녀도
- 간계와 사랑
- 명진사댁 경사
- 여관집 여주인
- 허생전